# Monapia charrua
Monapia charrua, vrsta pauka iz porodice Anyphaenidae Bertkau, 1878. Prvi ga je opisao argentinski arahnolog Martín J. Ramírez, 1999. rasprostranjen je na području Argentine i Urugvaja u zemlji Charrua Indijanaca po kojima je dobio ime.